# Hyperthaema caroei
Hyperthaema caroei là một loài bướm đêm thuộc phân họ Arctiinae, họ Erebidae.